# Panulia pulverosa
Panulia pulverosa är en fjärilsart som beskrevs av W. Warren 1906. Panulia pulverosa ingår i släktet Panulia och familjen mätare. Inga underarter finns listade i Catalogue of Life.